# Boreoheptagyia tibetica
Boreoheptagyia tibetica är en tvåvingeart som beskrevs av Makarchenko och Wang 1996. Boreoheptagyia tibetica ingår i släktet Boreoheptagyia och familjen fjädermyggor. Inga underarter finns listade i Catalogue of Life.